# 岡村泰之
岡村 泰之（おかむら やすゆき、1960年 - ）日本の建築家。（有）岡村泰之建築設計事務所主宰。住宅の設計のほか、都市スケールのものまで幅広く活動し、近年は「快住計画」というプロジェクトに取り組む。鳥取県生まれ。

## 経歴
1982年、芝浦工業大学工学部建築工学科卒業。1984年、芝浦工業大学大学院修士課程修了後、藤井博巳建築研究室、1986年に (株)SKM設計計画事務所を経て、1988年に第四建築設計社一級建築士事務所を共同設立。2000年に岡村泰之建築設計事務所に名称変更。代表作に村上春樹がものを考え、感じ、小説の着想を得るための別荘、など多数。大阪花の博覧会では「山のエリア」基本計画に参加。
RU-HOUSE1で「第26回INAXデザインコンテスト」キッチン・居室空間. 「わが家の壁自慢」コンテストでプラチナ賞を受賞。著書に「建築バカボンド」（理論社）がある。